# 麦德
麦世荣（英語：Sai Wing Mock，1879年—1941年7月23日) ，常作麦德（英語：Mock Duck），是唐人街协胜堂的帮派头目。在他领导下，协胜堂在20世纪初取代安良堂，称霸纽约曼哈顿唐人街。

## 早期犯罪生涯
麦德于1890年代末移民美国，在纽约唐人街成立了协胜堂，并带领协胜堂从藉藉无名的小帮派迅速崛起为唐人街的主要黑帮，向当时的唐人街大佬李希龄及其创立的安良堂发起了挑战。

## 唐人街战争

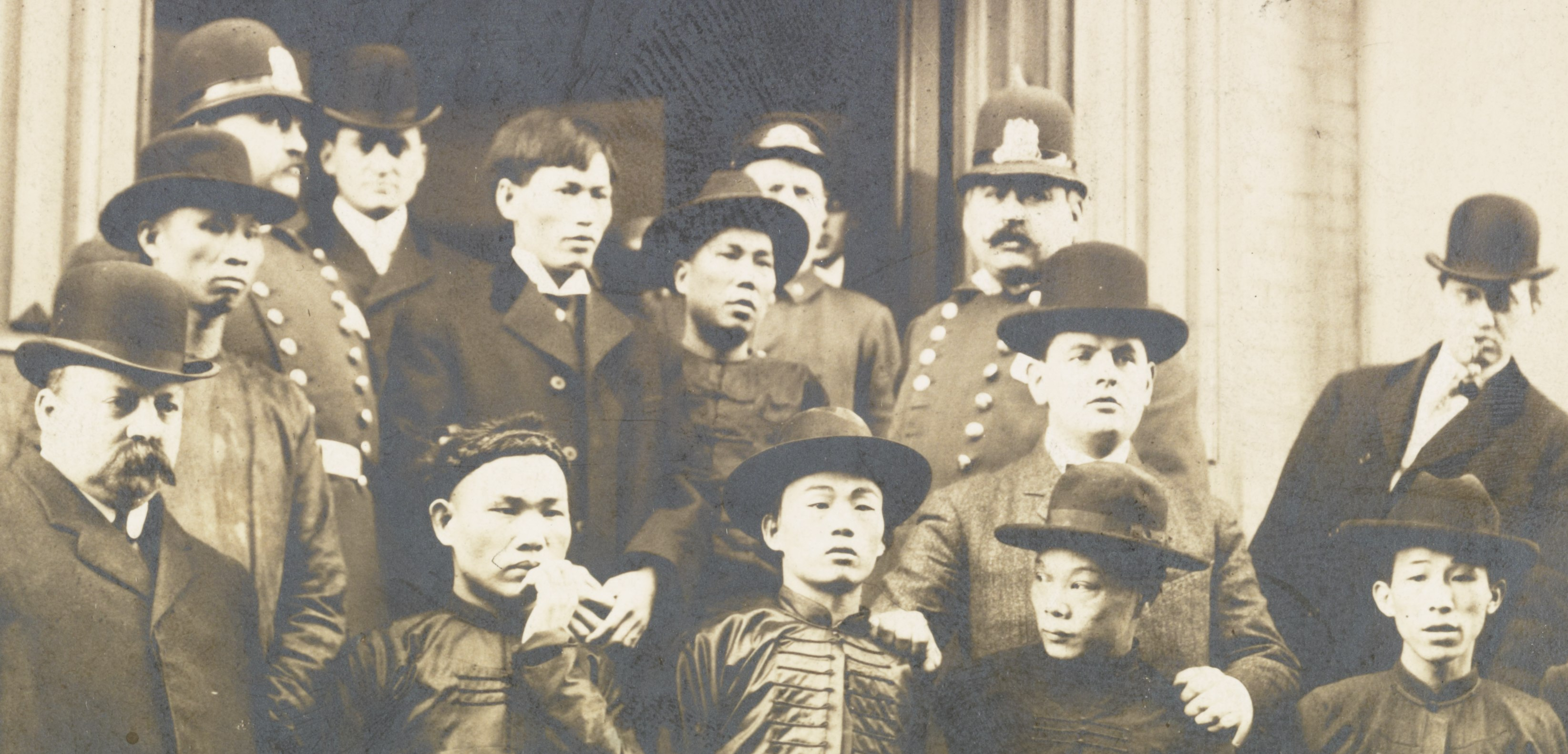
1906年1月24日协胜堂和安良堂爆发枪战并有数人被警察逮捕

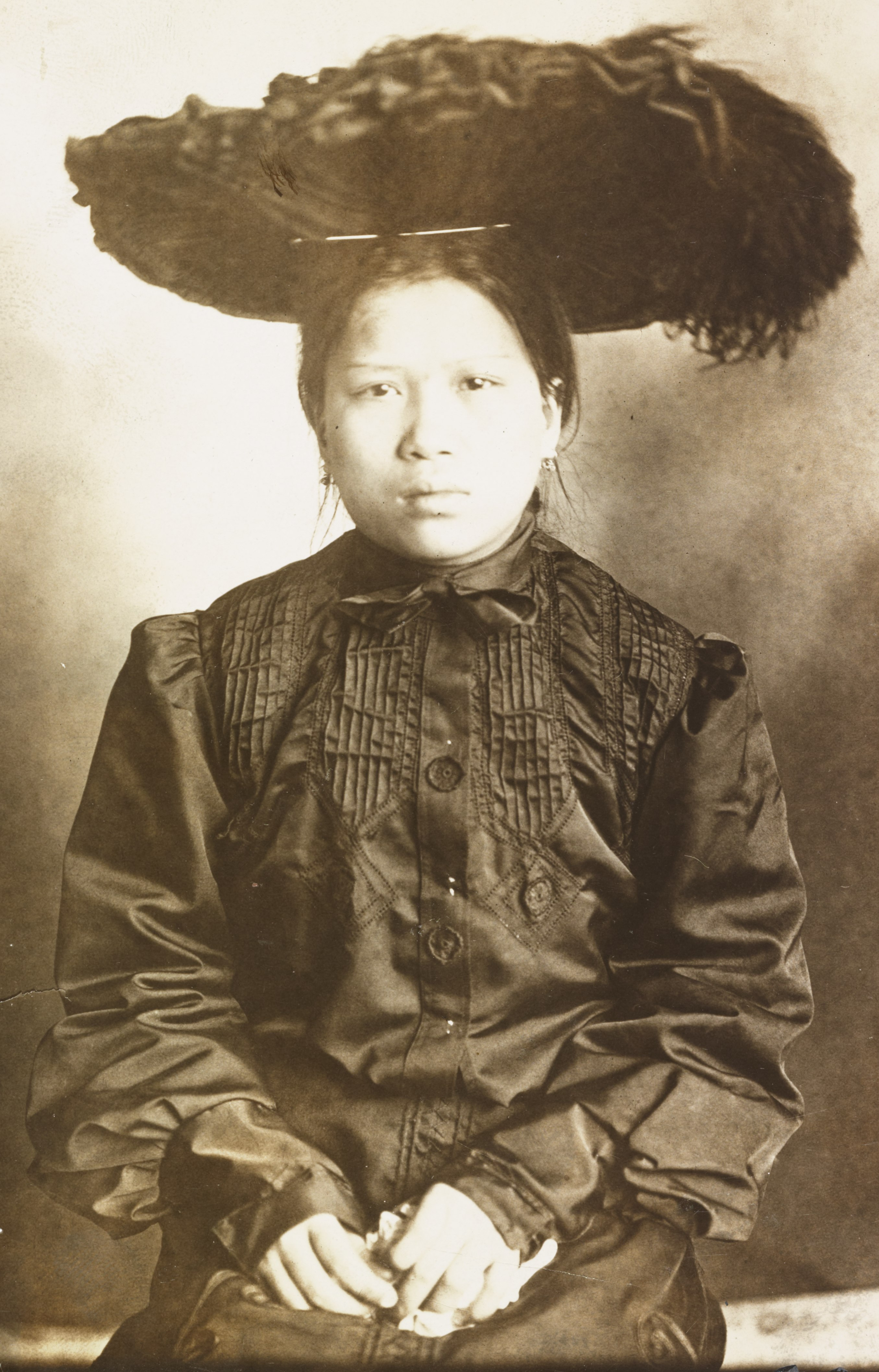
麦德之妻

1900年，协胜堂因地下赌场争端与安良堂发生争端，麦德勒令李希龄归还其赌场的半数收入，遭到了李希龄的拒绝，双方因此开战。协胜堂派一名混混在李希龄的一栋出租公寓纵火导致二人死亡，又在派两名杀手将安良堂的人斩首，至此双方矛盾已不可调和。布鲁斯·爱德华·何将1904年的麦德描述为“穿戴一身钻石在佩尔街上大摇大摆”，并补充说，当时“麦德牢牢控制着协胜堂，身为大佬不必再亲力亲为干别人交代的脏活，因此留起了与恶人形象相匹配的细长指甲。” 麦德曾多次遭遇暗杀但均幸免于难，也因此媒体戏称其为“唐人街的移动靶子”；其中一次发生在1932年2月，当时他身穿锁子甲现身纽瓦克唐人街的一家店铺。

## 退休和死亡
1932年麦德与中美两国政府达成协议，宣布唐人街堂口实现停战；随后金盆洗手，在布鲁克林退休养老，直到1941年7月23日去世。

### 引用
1. ↑  CBrooks. .   [2021-11-02]. （原始内容存档于2023-08-28） （美国英语）.
2. ↑  Hall, Bruce Edward, Tea That Burns: A Family Memoir of Chinatown, The Free Press/Simon & Schuster, 1998, pp. 142-3.
3. ↑  . oldnewark.com.   [2025-03-01]. （原始内容存档于2024-07-14）.
4. ↑  Brooklyn Death Index: "Mock Sai 62 y July 23, 1941 15191 Kings County

### 书目
- Devito, Carlo. Encyclopedia of International Organized Crime. New York: Facts On File, Inc., 2005. ISBN 978-0-8160-4848-9

## 延伸阅读
- Asbury, Herbert. The Gangs of New York. New York: Alfred A. Knopf, 1928. ISBN 978-1-56025-275-7
- MacIllwain, Jeffrey Scott. Organizing Crime in Chinatown: Race and Racketeering in New York City, 1890-1910. Jefferson, North Carolina: McFarland & Company, 2004. ISBN 978-0-7864-1626-4
- O'Kane, James M. The Crooked Ladder: Gangsters, Ethnicity and the American Dream. New Brunswick, New Jersey: Transaction Publishers, 1994. ISBN 978-0-7658-0994-0